# Proyecto Web del Árbol de la vida
El Proyecto Web del Árbol de la vida o Tree of Life Web Project es un proyecto de Internet que proporciona información sobre la diversidad y la filogenia de la vida en la Tierra. Este proyecto colaborativo de revisión inter pares de comenzó en 1995, y está escrito por biólogos de todo el mundo.
Las páginas están enlazadas jerárquicamente, en forma de ramificaciones evolutivas del árbol de la vida y organizadas cladísticamente. Cada página contiene información sobre un grupo particular de los organismos y está organizado de acuerdo a la forma de un árbol ramificado, mostrando así las relaciones hipotéticas entre los diferentes grupos de organismos.
En 2009, el proyecto tropezó con problemas de financiación de la Universidad de Arizona. Las páginas y las construcciones en árbol remitidas ahora toman un tiempo considerablemente más largo en ser aprobadas ya que están siendo revisadas por un pequeño grupo de voluntarios. Desde 2011 no parece haber actividad en el sitio, aunque las páginas siguen siendo accesibles.